# Eurowings Europe
Eurowings Europe – tania linia lotnicza zarejestrowana na Malcie. Spółka zależna od Grupy Lufthansa, ponadto powiązana z Eurowings. 

## Flota
Według stanu na maj 2025 flota Eurowings Europe składała się z 29 samolotów o średnim wieku 12,8 lat:
| Samolot         | Samolot | Samolot   | Liczba miejsc | Uwagi |
| Model           | Aktywne | Zamówione | Liczba miejsc | Uwagi |
| --------------- | ------- | --------- | ------------- | ----- |
| Airbus A319-100 | 6       | -         | 150           |       |
| Airbus A320-200 | 22      | -         | 174           |       |
| Airbus A320-200 | 22      | -         | 180           |       |
| Airbus A320neo  | 1       | -         | 180           |       |
| Łącznie         | 29      | 0         |               |       |